# ユダヤ教神学院
アメリカ・ユダヤ教神学院

The Jewish Theological Seminary of America
| Motto        | V' Hasneh Ainenu Ukal ("And the Bush was not consumed") -出エジプト記 3:2 |
| 開設         | 1886年                                                                    |
| タイプ       | プライベート・スクール                                                    |
| 学長         | ラビ・イスマー・ショーシュ Ismar Schorsch                                 |
| 位置         | ニューヨーク市                                                            |
| キャンパス   | Urban                                                                     |
| ホームページ | www.jtsa.edu                                                              |

アメリカ・ユダヤ教神学院（Jewish Theological Seminary of America, JTS）はアメリカ・ニューヨーク市にあるユダヤ教保守派の大学。
ロサンゼルスのユダヤ教大学 University of Judaism、エルサレム・マホン・シェフテルと並ぶ、主なラビ学院の運動の一つである。コロンビア大学と提携している。

## 歴史

### ブレスラウ・ユダヤ教神学院
プラハ出身のラビ・ツァハリアス・フランケル Zecharias Frankel (1801-1875) が1854年ブレスラウに設置したブレスラウ・ユダヤ教神学院 Jüdisch-Theologisches Seminar  の流れを汲む。ユダヤ教神学院は名称、イデオロギーはブレスラウの神学院を引き継ぐものであるが、ブレスラウの神学院は長く残存しなかった。
なお、正統派のイェシーバーなどを「神学院」と訳すことがあるが、この「神学」はキリスト教の学問を指すものではない。

### アメリカ
アメリカには1886年開設された。
関連項目: 保守派ユダヤ教 Conservative Judaism - ラビ会議 Rabbinical Assembly - 保守派シナゴーグ連合 United Synagogue of Conservative Judaism

## 教授
- ラビ・ソロモン・シェクター - 初代学長でもある
- ヒューゴー・ワイズガル - イヴァンチツェのハッザーンの家系で、作品も依頼されたことがある

## 卒業生
- ガートルード・ヒンメルファーブ　Gertrude Himmelfarb
- ミッジ・デクター　Midge Decter - 保守派思想家
- ジュディス・ハウプトマン　Judith Hauptman - フェミニスト、女性タルムード学者
- ノーマン・ポドレツ　Norman Podhoretz - Commentary Magazineの編集者